# 丛生龙胆
丛生龙胆（学名：Gentiana thunbergii）是龙胆科龙胆属的植物。分布于日本、朝鲜以及中国大陆的江西、广西、湖南、广东等地，生长于海拔1,350米至1,750米的地区，多生长于山坡，目前尚未由人工引种栽培。

## 异名
- Gentiana thunbergii (G. Don) Griseb. var. minor Maxim.